# Oreille du cheval
L'oreille du cheval est adaptée à sa nature d'animal-proie. Du temps où l'usage du cheval était largement répandu, elle a fait l'objet de considérations esthétique, d'un champ terminologique précis selon son apparence, et de mutilations. 
L'oreille de cheval est un élément central du conte breton du roi Marc'h.

## Langage des oreilles
La position des oreilles est notoirement un excellent indicateur de l'état émotionnel d'un cheval, indicateur connu sous le nom de « langage des oreilles ». Lorsqu'elles sont pointées vers l'avant, cela indique que le cheval est attentif. Elles sont relâchées et légèrement tournées vers l'extérieur si l'animal est au repos. Des oreilles très mobiles indiquent une certaine inquiétude. Les oreilles tournées vers l'arrière indiquent une douleur et de l'inconfort, à moins que le cheval ne soit monté, auquel cas cette position peut indiquer une écoute dirigée vers le cavalier. Les oreilles plaquées contre l'encolure indiquent de l'agressivité et une menace pour l'entourage.
Un cheval dominant menace les autres d'une attaque imminente s'il couche les oreilles et fronce les naseaux ; cet avertissement suffit généralement à les dissuader de l'approcher. 

## Considérations esthétiques

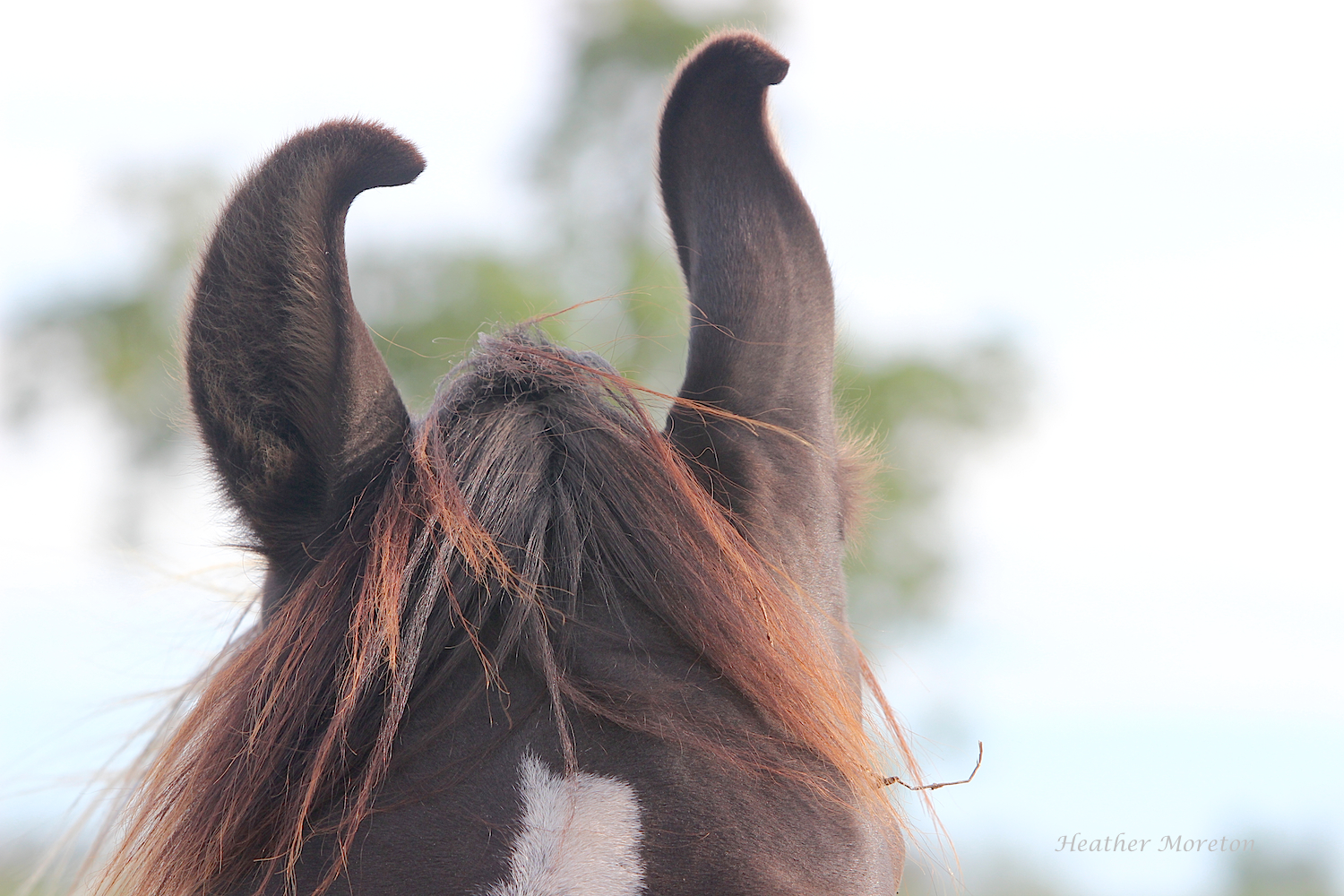
Oreilles d'une pouliche de race Marwari.

Comme le note Félix van der Meer dans ses Connaissances complètes du cavalier, de l'écuyer et de l'homme de cheval, les oreilles du cheval avaient autrefois des dénominations précises en fonction de leur forme, auxquelles s'associaient des considérations esthétiques. 
Les oreilles les plus désirables sont d'après lui « petites, minces, déliées, bien plantées perpendiculairement sur la tête, et semblant se rapprocher l'une de l'autre par leurs extrémités » ; on dit alors que le cheval « a les oreilles hardies », signe d'intelligence et de vigueur. Des oreilles « trop courtes » sont associées à une apparences commune, et des oreilles trop longues, nommées « oreilles de mulet », associées à la bêtise. La mobilité des oreilles est associée à la vivacité d'esprit du cheval. Immobiles ou peu mobiles, elles sont considérées comme des signes de bêtise ou de surdité.
Des noms particuliers sont associés aux oreilles du cheval, selon leur forme : 
- Oreilles de souris : très courtes et pointues[3].
- Oreilles de cochon : longues et pendantes par leur poids. Un cheval ayant ce type d'oreille est qualifié de « clabaud », et associé au manque de vigueur[3].
- Oreilles de lièvre : très rapprochées et dirigées en avant, associées à un caractère craintif et méfiant[3].

Des oreilles placées trop en avant, trop en arrière, trop basses ou trop hautes, font donner le nom d'« oreillard » au cheval.

### Mutilations des oreilles
Comme le précise François-Alexandre de Garsault dans Le nouveau parfait mareschal (1755), il était autrefois d'usage de couper les oreilles de certains chevaux : la peau était tirée vers le bas avant et pendant l'opération, afin que le cartilage de l'oreille ne se retrouve pas mis à nu une fois celle-ci coupée. Un cheval aux oreilles coupées (opération qu'on appelle « bretaudé ») pour être rendues plus petites est appelé « moineau » ou « craps ».
Il arrivait aussi que les propriétaires d'un cheval oreillard (aux oreilles pendantes) pratiquent une opération chirurgicale en coupant un morceau de peau entre les deux oreilles avant de recoudre, ce qui a pour effet de rapprocher ses oreilles l'une de l'autre.

## Dans la culture
- L'homme qui murmurait à l'oreille des chevaux

### Roi Marc'h
Les oreilles de cheval sont l'élément principal de la légende bretonne du roi Marc'h. Cette légende affirme que ce roi était affublé d'oreilles de cheval, dissimulées sous un bonnet, et que la divulgation de ce secret entraînait inévitablement la mort. L’attribut physique des oreilles de cheval peut évoquer le roi Midas de la mythologie grecque, mais l’analogie s’arrête là. Gaël Milin postule qu'il s'agisse d'un fond indo-européen très ancien ayant trait à la domestication et peut-être à la divinisation du cheval, faisant de ces oreilles une marque souveraine.